# Deepak Tangri
Deepak Tangri (sinh ngày 1 tháng 2 năm 1999) là một cầu thủ bóng đá người Ấn Độ thi đấu ở vị trí hậu vệ cho Indian Arrows ở I-League.

## Sự nghiệp
Tangri bắt đầu sự nghiệp bóng đá với Mohun Bagan. Vào tháng 11 năm 2017, có thông báo rằng Tangri được lựa chọn thi đấu cho Indian Arrows, một đội bóng thuộc All India Football Federation bao gồm các cầu thủ U-20 Ấn Độ để họ có thời gian chơi bóng. Anh có màn ra mắt cho đội bóng on 5 tháng 12 năm 2017 trước Minerva Punjab. He started but couldn't prevent the Indian Arrows from losing 2–0.

## Thống kê sự nghiệp
Tính đến 27 tháng 2 năm 2018
| Câu lạc bộ          | Mùa giải            | Giải vô địch        | Giải vô địch | Giải vô địch | Cúp     | Cúp       | Châu lục | Châu lục  | Tổng    | Tổng      |
| Câu lạc bộ          | Mùa giải            | Hạng đấu            | Số trận      | Bàn thắng    | Số trận | Bàn thắng | Số trận  | Bàn thắng | Số trận | Bàn thắng |
| ------------------- | ------------------- | ------------------- | ------------ | ------------ | ------- | --------- | -------- | --------- | ------- | --------- |
| Indian Arrows       | 2017–18             | I-League            | 13           | 0            | 0       | 0         | —        | —         | 13      | 0         |
| Tổng cộng sự nghiệp | Tổng cộng sự nghiệp | Tổng cộng sự nghiệp | 13           | 0            | 0       | 0         | 0        | 0         | 13      | 0         |